# Сименс арена
Сименс арена се налази у градском насељу Шешкине, Вилњус, Литванија. Друга је по величини у овој земљи, одмах после Каунас арене. Обично се у њој играју кошаркашке утакмице, али и концерти. Арена је отворена 30. октобра 2004, а у њој своје домаћинске утакмице игра Лијетувос Ритас. Неке од утакмица Европског првенства у кошарци 2011. су се одиграли у овој арени.